# Luis Mazo Mendo
Luis Mazo Mendo (Navalmoral de la Mata, provincia de Cáceres, 1902 - Barcelona, 1987), fiscal y político que actuó en el ámbito de Cataluña y, más concretamente, en la provincia de Gerona, de la que fue gobernador civil desde 1945 a 1956.

## Fiscal
Sus primeras actividades fueron en el ámbito judicial, como fiscal de la Audiencia de Barcelona. En 1936 fue confirmado en el cargo por la Generalidad de Cataluña y pasó toda la guerra civil española ejerciendo en el barco-prisión Uruguay. En 1939, tras la victoria de las tropas rebeldes del general Francisco Franco, las nuevas autoridades le confirmaron en el cargo. Poco después fue designado fiscal de la causa general de Barcelona así como vicesecretario de ordenación social, por lo que fue el encargado de realizar el último interrogatorio al presidente de la abolida Generalidad, Lluís Companys.

## Gobernador civil de Gerona
Su vinculación con Gerona y su provincia llegó en 1945 al ser designado gobernador civil de la demarcación, una plaza que suponía también la designación como jefe provincial de la FET de las JONS en la provincia. Su gestión estuvo marcada por su carácter duro y su vocabulario efectista, hasta el punto que Mazo Mendo marcó toda una época en Gerona, coincidiendo con los primeros años del franquismo, la lenta reconstrucción y el aislamiento internacional.
Ejerció con un estilo autoritario y llegó a enfrentarse con otras autoridades franquistas. Destituyó alcaldes (entre los que se encontraba el alcalde de Gerona, Alberto de Quintana Vergés, y todo su consistorio en 1946), funcionarios de la Central Nacional Sindicalista, delegados provinciales de la FET de las JONS, instructores del Frente de Juventudes y, finalmente, el director del periódico del régimen en Gerona, Los Sitios.
Mazo Mendo exigía una fuerte unidad sin fisuras y una cohesión y obediencia ciega hacia el jefe superior que, en este caso, era él. Esta política de autoritarismo dentro de los círculos de poder se acompañó de un fuerte empuje en las políticas de reconstrucción y mecenazgo en ámbitos populares y culturales. Asimismo, fomentó un fuerte culto a su persona y forzó que diversas poblaciones le nombraran "hijo adoptivo" de sus respectivas villas y ciudades; entre ellas se encuentra Gerona donde su alcalde Antonio Franquet le nombró hijo adoptivo de la ciudad en 1954. En 1950 fue nombrado comendador con placa de la Orden de Cisneros, condecoración falangista que nutría la brillante carrera que Mazo Mendo estaba realizando.

## Final de su carrera
A pesar de todo, hacia 1955, unos escándalos de corrupción y tráfico de influencias le salpicaron y minaron su popularidad e influencia. Los principales escándalos fueron el caso de los cupos del cemento —descubiertos por su sucesor en el cargo de gobernador civil, José Pagés Costart— y el caso de los salvoconductos.
Hasta 1955 aún existían restricciones de libre circulación de personas dentro de la llamada "zona de frontera" (unos 50 km. en el interior de la frontera con Francia) y era necesario comprar un salvoconducto para circular. Ese mismo año, Franco visitó a su amigo Miquel Mateu en Perelada y se enteró de que aún estaban vigentes las restricciones de circulación ya que el cocinero de Mateu no había podido llegar a Perelada al tener el salvoconducto caducado. Parece ser que Mazo Mendo percibía personalmente los ingresos de la venta de los salvoconductos, cosa que negó de forma categórica en el informe que tuvo que redactar para Madrid sobre el incidente.
Este último asunto fue, seguramente, la causa de su traslado al gobierno civil de Lérida en 1956. Mazo Mendo duró dos meses en el cargo. Así terminaba la historia de quien el historiador local de Gerona Josep Clara i Respladis llamó "Virrey Mazo Mendo" y que dejó una profunda huella en la Gerona de los primeros años del franquismo.